# 赖因希尔德·默勒
赖因希尔德·默勒（德語：Reinhild Möller，1956年2月24日—），德国女子高山滑雪、田径运动员。她曾代表西德、德国参加1980年、1984年、1988年、1992年、1994年、1998年和2006年残疾人奥林匹克运动会，获得十九枚金牌、三枚银牌和一枚铜牌。